# 第一代黑斯廷斯侯爵弗朗西斯·羅頓-黑斯廷斯
第一代黑斯廷斯侯爵弗朗西斯·愛德華·羅頓-黑斯廷斯（英語：Francis Edward Rawdon-Hastings, 1st Marquess of Hastings，1754年12月9日—1826年11月28日），1816年前稱莫伊拉伯爵（Earl of Moira），是英国将领和殖民地官员。1771年加入英军，参与美国独立战争和法国大革命战争，1813年起擔任印度总督。